# Gustave Amoudruz
Gustave Amoudruz (n. 23 martie 1885, Geneva, Geneva, Elveția – d. 28 decembrie 1963) a fost un trăgător de tir ce a reprezentat Elveția, medaliat olimpic. A participat la o ediție a Jocurilor Olimpice (1920) în care a câștigat o medalie de bronz.